# 越前西部広域基幹林道1号線
越前西部広域基幹林道1号線（えちぜんせいぶこういききかんりんどう1ごうせん）は、福井県越前市から同県丹生郡越前町に至る林道。越前西部広域基幹林道の一部である。通称は越前西部1号林道。

## 概要
福井県越前市中津原町から同県丹生郡越前町六呂師までを結ぶ延長22.3kmの林道である。長大な越前西部広域基幹林道のうち起点から福井県道19号までの区間を分割した林道である。丹生山地南部の矢良巣岳、金華山等の脇をすり抜けるようにして走っている。林道である為、越前市と越前町を直線的に結んではおらず、一旦南下して南越前町を経由するようなルートを取っている。
同林道2号線、3号線とともに「林道越前海岸ルート」の名称でドライブやウォーキングのコースとしてPRされている。
- 起点：福井県越前市中津原町
- 終点：同県丹生郡越前町六呂師

## 通過市町村
福井県越前市 - 南条郡南越前町 - 越前市 - 南越前町 - 丹生郡越前町

## 道路状況
全線に渡ってアスファルトで舗装された道路を有する林道である。勾配やカーブは林道らしく急な箇所もあるが、カーブミラーやガードレールもある。交通量はそれほど多くはないが、金華山グリーンランドを沿線に持つので、キャンプシーズンにはこの付近の交通量が飛躍的に増える。

## 接続路線
- 福井県道3号福井大森河野線
- 福井県道19号武生米ノ線（終点）
- 福井県道205号湯谷王子保停車場線（起点）